# Georges Doriot
Georges Doriot foi um dos primeiros investidores americanos. Em 1946, fundou a American Research and Development Corporation, a primeira empresa a ter o seu capital proveniente de investidores.
Nasceu em França no ano de 1899, foi para a America para tirar o MBA e ficou, alistou-se nos exercito dos Estados Unidos e durante a segunda grande guerra trabalhou em pesquisas e desenvolvimento militares, como tenente coronel.

## Frases
- "Be friendly but not chummy with your lawyers."
- "Someone, somewhere, is making a product that will make your product obsolete."